# Cementerio de Perus
El Cementerio de Perus (oficialmente Cementerio Dom Bosco) es una necrópolis situada en la zona noroeste de la ciudad de São Paulo, Brasil, cerca del límite de la subprefectura de Perus y el municipio de Caieiras.
Fue inaugurado el 2 de marzo de 1971 por el entonces alcalde Paulo Maluf, para atender una antigua demanda de los habitantes de esa parte del municipio de São Paulo de contar con un cementerio no tan lejano. El cementerio ocupa un área de aproximadamente 254.000 metros cuadrados.
El cementerio es conocido por enterrar a personas de origen humilde, debido a su ubicación y precio. Actualmente, se entierra una media de 12 personas al día; cuenta con cuarenta y cinco mil sepulturas y más de ciento cincuenta mil tumbas en toda su extensión. También dispone de espacio para velatorios con seis salas, aparcamiento y una capilla ecuménica.
Se hizo conocido por albergar más de 1.000 entierros de desaparecidos políticos y víctimas desconocidas de la violencia policial en fosas clandestinas en la década de 1970. En aquella época, la dictadura militar gobernaba el país y oprimía a los opositores políticos y activistas opuestos a sus ideales. En el lugar, en 1993, la entonces alcaldesa Luiza Erundina inauguró un memorial en honor a estas víctimas.
Actualmente está gestionado por la empresa Cortel São Paulo, que mantiene otros cuatro cementerios en la ciudad.

## Historia

### Fundación
El Cementerio Municipal Dom Bosco (o de Perus), situado en el distrito de Perus, fue inaugurado en 1971 por la Alcaldía de São Paulo, bajo la dirección de Paulo Maluf. A partir de su inauguración, se transformó en un cementerio exclusivo para los cuerpos de los indigentes.

### 1970-1980: período militar
Durante el período de la dictadura militar (1964-1985), el cementerio fue utilizado para el entierro clandestino de miembros de organizaciones armadas que luchaban contra la dictadura militar y que fueron asesinados en las instalaciones de organismos represivos como el DOI-CODI. Muchas de las personas asesinadas por los escuadrones de la muerte de la entonces recién organizada Policía Militar también fueron enterradas clandestinamente en el Cementerio de Perus. 
En 1969, el alcalde de São Paulo Paulo Maluf y el director del Instituto Médico Legal de la capital, Harry Shibata, llegaron a evaluar la posibilidad de construir un crematorio en el cementerio. Funcionarios del Servicio Funerario municipal viajaron a otros países para analizar las propuestas e incluso contactaron con una empresa británica especializada para construir dos hornos crematorios para el cementerio.  Sin embargo, la empresa no aceptó el trato porque, conscientes de la violenta represión promovida por el Estado, consideraron sospechoso que el diseño de los hornos no incluyera una capilla ni ningún lugar para velar públicamente los cuerpos que iban a ser incinerados.
El proyecto del crematorio, que inicialmente iba a ser realizado en el Cementerio de Perus, fue transferido al Cementerio de Vila Nova Cachoeirinha y posteriormente al Crematorio de Vila Alpina, donde fue construido en 1975.
Entre 1975 y 1976, varios huesos fueron arrojados en las fosas comunes y clandestinas del cementerio.

## Huesos encontrados
En 1990, tras años de rumores sobre la existencia de una fosa clandestina, el lugar fue excavado por orden de la alcaldesa Luiza Erundina. En el lugar se encontraron 1049 huesos sin identificar. Investigaciones más recientes utilizando radar muestran la posibilidad de que exista una segunda fosa clandestina, donde pueden estar enterrados más cuerpos, o podría ser una parte no excavada de la primera fosa.

### Trabajo de identificación
En abril de 2022, el trabajo de identificación de 1049 huesos llegó a su fin, con el fin de iniciar la recolección de ADN. Algunos de los muertos fueron ejecutados por el grupo conocido como Esquadrão da Morte. Al menos 40 desaparecidos políticos fueron enterrados allí, con 5 de los huesos ya identificados como:
- Dênis Casemiro;
- Dimas Antonio Casemiro;
- Frederico Antonio Mayr;
- Flávio Carvalho Molina;
- Aluísio Palhano Pedreira Ferreira

Inicialmente, los huesos fueron trasladados provisionalmente a la sede del Ministerio Público Federal, en el barrio paulista de Bela Vista hasta que fueron llevados a analizar a la Unifesp. Se estimó que entre los cuerpos enterrados en esta fosa, veinte eran presos políticos y enemigos del régimen militar brasileño que tuvo lugar entre 1964 y 1985 y el resto víctimas de la violencia de la época. Todos fueron enterrados como indigentes.
Para el análisis, primero se identificó el grupo de edad, el sexo y la estatura. De las 435 cajas de huesos que fueron a la Unifesp, 375 fueron abiertas en 2015. De este total, el 80% del contenido analizado correspondió a varones, el 15% a mujeres y el resto a niños y adolescentes. También se identificaron signos de trauma que podrían interpretarse como tortura o violencia. La mayoría de los huesos encontrados estaban intactos, pero el hecho de que estuvieran en la misma caja dificultó su identificación.
El ministro Pepe Vargas, de la Secretaría de Derechos, dijo que la búsqueda de la verdad sobre lo ocurrido durante la dictadura era una tarea fundamental de un estado democrático, importante tanto para entender la forma de represión y evitar que vuelva a ocurrir, como para reparar simbólicamente a las víctimas de la dictadura. El Secretario Municipal de Servicios, Simão Pedro, dijo que con esta búsqueda estaban "pasando página" y construyeron dos monumentos en los cementerios de Perus y Vila Formosa para consolar a las familias de los fallecidos y para que pudieran honrarlos. Entre estos monumentos, uno es el graffiti que se hizo en colaboración con la Perusferia de Graffitti.

### Monumento a los Muertos y Desaparecidos Políticos y Colina de los Mártires
Debido a la dimensión tomada junto a los organismos de derechos humanos y a la acción promovida por los familiares, el 26 de agosto de 1993, durante el mandato de la entonces alcaldesa Luiza Erundina de Souza, se inauguró un monumento en el lugar donde antes estaba la Fosa Clandestina. Una pared con la siguiente frase:

Aqui os ditadores tentaram esconder os desaparecidos políticos, as vítimas da fome, da violência do estado policial, dos esquadrões da morte e, sobretudo os direitos dos cidadãos pobres da cidade de São Paulo. Fica registrado que os crimes contra a liberdade serão sempre descobertos
"Aquí los dictadores intentaron esconder a los desaparecidos políticos, a las víctimas del hambre, de la violencia del estado policial, de los escuadrones de la muerte y, sobre todo, a los derechos de los ciudadanos pobres de la ciudad de São Paulo. Quede constancia de que los crímenes contra la libertad siempre serán descubiertos"

Diseñado por Ricardo Ohtake, el monumento (a menudo llamado memorial) es considerado un punto de referencia para actos públicos y ritos de recuerdo, como los homenajes a los indigentes.
La Ley N.º 16,600 del 22 de diciembre de 2016 establece que en todas las entradas del cementerio se exhiba un cartel con la leyenda:

"Colina dos Mártires - neste cemitério o regime militar ocultou cadáveres de perseguidos políticos".
"Colina de los Mártires - en este cementerio el régimen militar escondió los cadáveres de los perseguidos políticos".

### Grafitis en la pared del cementerio
Los días 12 y 13 de diciembre de 2015, un centenar de grafiteros y colectivos del barrio de Perus se reunieron para dar un nuevo aspecto a las paredes exteriores del cementerio, contando la historia del régimen militar y la historia del barrio en forma de dibujos. Organizaron estos grafitis como una línea de tiempo, rescatando la memoria de Perus, representando momentos históricos como las Queixadas, la Fábrica de Cemento, la Fosa Clandestina y los movimientos contra el genocidio de la juventud negra. Este monumento también fue hecho para dignificar y homenajear a las personas desaparecidas o enterradas como indigentes - todo esto, además de ser un "sitio de memoria" de la lucha de resistencia en la ciudad de São Paulo y del contexto de agresión a los derechos civiles durante el régimen militar brasileño. 